# M11 (Wit-Rusland)
De M11 of Magistrale 11 is een hoofdweg in Wit-Rusland met een lengte van 191 kilometer. De weg loopt van de M1 bij Damanava via Slonim en Lida naar de grens met Litouwen. Aan de Litouwse grens sluit de weg aan op de Litouwse weg A15 naar Vilnius. De M11 is onderdeel van de E85 tussen Klaipėda in Litouwen en Alexandroupolis in Griekenland.

## Geschiedenis
Tot ongeveer 2000 heette de M11 R40. Omdat de weg, als onderdeel van de E85, belangrijk is voor het doorgaande verkeer, is het een hoofdweg geworden.
M1 · 
M2 · 
M3 · 
M4 · 
M5 · 
M6 · 
M7 · 
M8 · 
M9 · 
M10 · 
M11 · 
M12 · 
M14